# Kénédougouriket

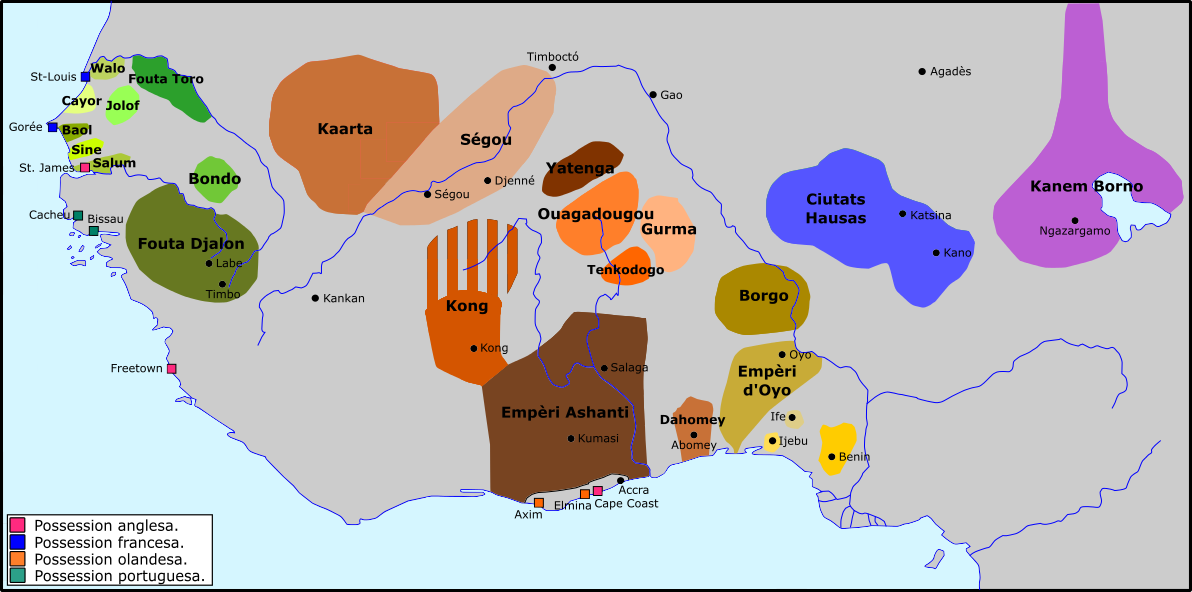
Västafrika under 1700-talet.

Kungariket Kénédougou, var en historisk stat som låg i nuvarande Elfenbenskusten, Mali och Burkina Faso mellan 1650 och 1898, med huvudstad i Bougoula (?–1877) och Sikasso (1877–1898).
Det uppgick i Franska Sudan.